# Albi (Italia)
Albi è un comune italiano di 767 abitanti della provincia di Catanzaro, situato a 710 metri di altitudine alle pendici della Sila Piccola. Il suo territorio è compreso nel parco nazionale della Sila.

## Storia

### Simboli
Lo stemma e il gonfalone del comune di Albi sono stati riconosciuti con decreto del capo del governo del 9 giugno 1937.
(D.C.G. 9 giugno 1937)
Il gonfalone è un drappo di colore bianco, riccamente ornato di ricami argentati.

## Monumenti e luoghi d'interesse
Abbazia di Santa Maria di Pesaca
Chiesa Santa Maria della Misericordia
Chiesa Santa Maria delle Grazie

## Società

### Evoluzione demografica
Abitanti censiti

## Cultura

### Musei
Museo della Civiltà agrosilvopastorale, delle Arti e delle Tradizioni
Da poco inaugurato, si colloca nell'ambito di un grande progetto di riqualificazione del territorio della Sila, in particolare della Sila Piccola, e della sua promozione come meta di flussi turistici sia culturali che naturalistici e sportivi, con particolare riferimento al segmento dei visitatori interessati alle aree protette, per valorizzare il legame tra patrimonio storico-culturale, ecologico-ambientale ed enogastronomico.

## Sport

### Calcio
Ha sede ad Albi la ASD Presilana, fondata nel 2024.